# Сауна

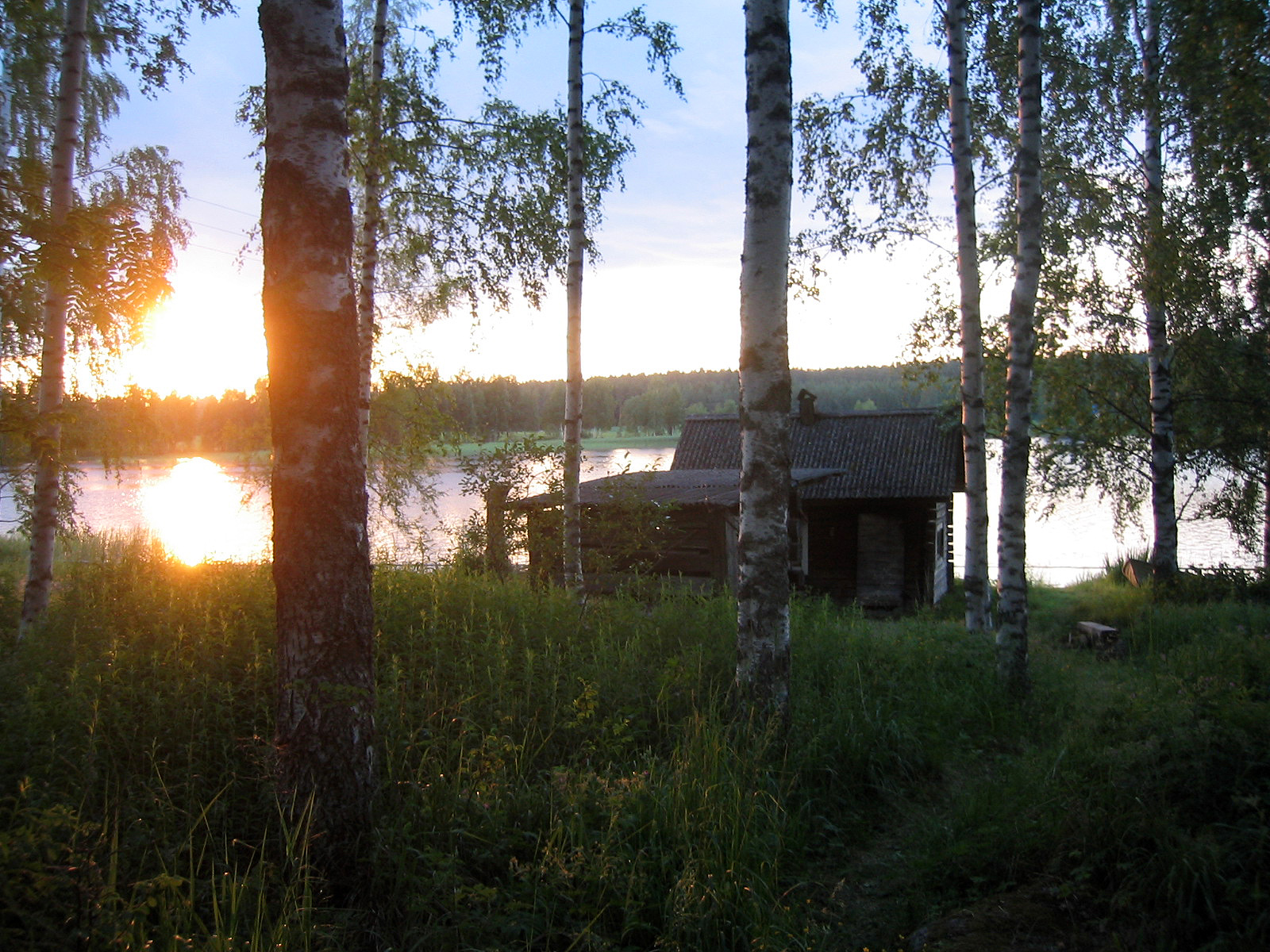
Традиционная сауна на берегу

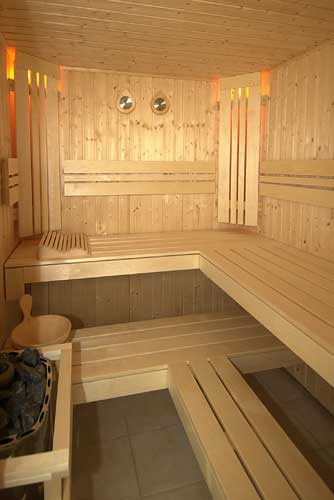
Типичная современная сауна

Са́уна (фин. sauna) — финская баня с горячим сухим воздухом. Представляет собой небольшое специальное помещение или постройку для испытания сухих и влажных ощущений. От пара и высоких температур купальщики потеют.
Сауна объявлена национальным символом Финляндии и неотъемлемой частью финской культуры — так же как и сису, Калевала и Сибелиус. По статистике, в Финляндии каждое второе жилое помещение (квартира, дом) имеет сауну. Если же в квартире собственной сауны нет, то в доме обязательно имеется общая сауна, обычно расположенная в подвале или в цокольном этаже здания. Всего же в стране с населением 5 млн человек используется около 2 млн саун. Сауна внесена в Список шедевров устного и нематериального культурного наследия человечества.
Тампере, второй по величине город Финляндии, был официально объявлен[кем?] «мировой столицей саун».
Сауны можно разделить на два основных типа: обычные сауны, в которых согревают воздух, и инфракрасные сауны. Инфракрасные сауны могут использовать различные материалы в области нагрева, такие как древесный уголь, активные углеродные волокна и другие материалы.
Сауны могут отапливаться «по-чёрному» и «по-белому». В современных квартирах обычно устанавливают электрические каменки. Сауна схожа с русской баней, однако в сауне ниже влажность и выше температура.

## Общее
Изначально сауна представляла строение, в котором было одно нагреваемое до жара помещение. Огонь в очаге разогревал находящиеся выше камни, запасающие тепло. Дымовую сауну (в России — баня «по-чёрному»), в которой не было трубы, топили так, чтобы дым выходил через имеющиеся щели и отдушину. В парной потели, сидя на полке́, и лили воду на каменку. После потения и полоскания мылись. В настоящее время обычно к парной пристроено отдельное помещение для мойки и часто раздевалка (в русском языке имеет название «предбанник»).
Традиционно помещение сауны использовали не только для мытья. Высокий жар, дым убивающий микробов и холодное время года являлись причиной того, что сауна была самым чистым и практически стерильным помещением. Здесь выхаживали больных и рожали детей. Также в сауне приготовляли солод, а в Западной Финляндии коптили мясо. Традиционно сауна была при поселении на новом месте первым жилищем, в котором жили, пока настоящий дом достраивали. Сауна — значимое место для отдыха и расслабления, которое так описывает поговорка: «когда поёт чёрный орга́н каменки, забываешь печали будней».
Самая большая в мире отапливаемая дровами — сауна финской Военно-морской академии. Она построена в 1904 году в Суоменлинна. Площадь парилки 65 м², высота почти 5 метров. На полки вмещается 180 человек. Сауна используется и в настоящее время учениками и персоналом учебного заведения.
Современный вариант — дровяная сауна Агора на острове Сандхорнёя в Норвегии с панорамным видом на море вмещает 100 человек.
Конструкции на жидком топливе не уступают: в клубе любителей зимнего плавания в Турку сауну единовременно посетило 145 человек (судя по проданным билетам, часть из них была в проруби или снаружи).
Самая глубокая в мире сауна находится в шахте Пюхясалми на глубине 1405 м. На такой же глубине находится столовая.

## Конструкция

### История сауны

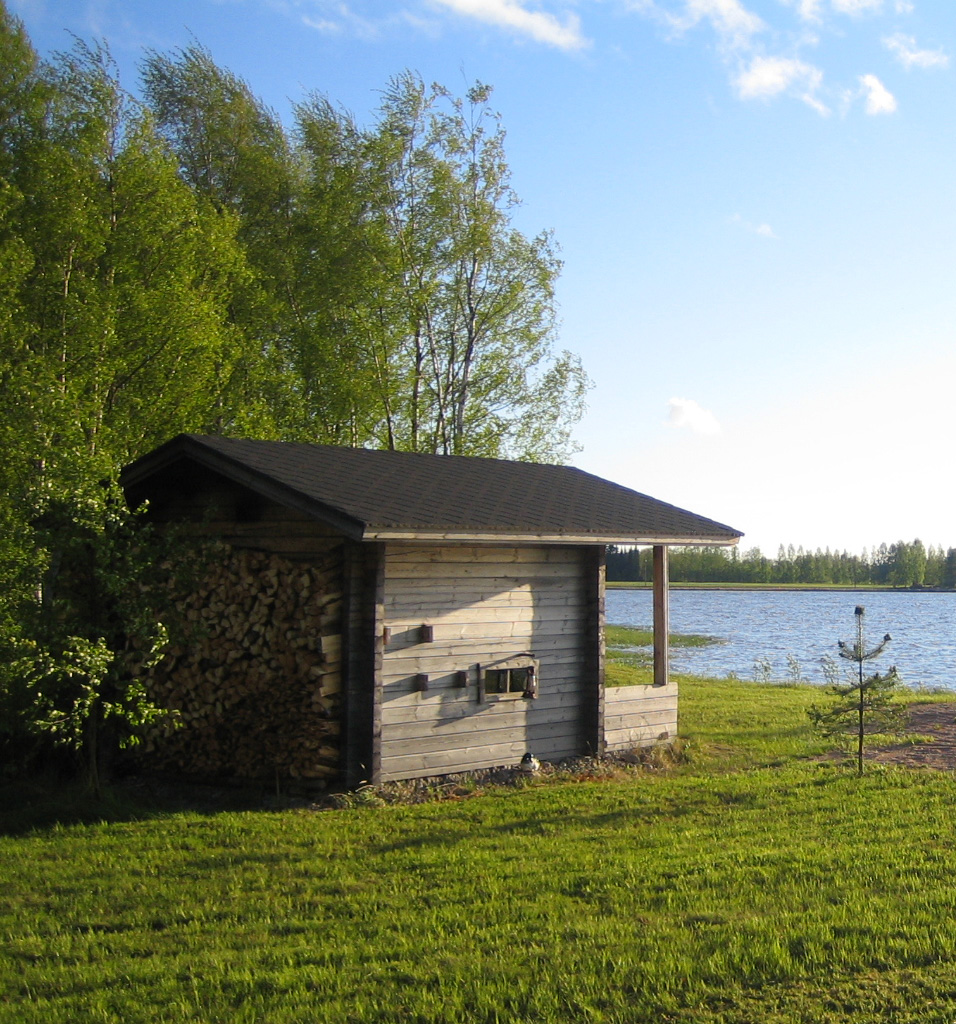
В бане по-чёрному нет трубы

Конструкция сауны плотно связана с финской культурой, образом жизни и местными строительными обычаями. Подсечно-огневое земледелие требовало часто менять место поселения, что требовало других решений, чем в городах. Старейшие сауны все топились по-чёрному, дым расходился по помещению, нагревая его, часть дыма направлялась наружу через деревянную трубу или через специальное отверстие в стене.

### Земляная сауна
Эта сауна была маленькая и низкая, строилась над выкопанной ямой и имела обычно торфяную крышу и стены. Полки обычно находились напротив двери у стены, а каменка сбоку. Дым выходил через отдушину. На селе такие сауны ещё встречались в начале XX века. Этот тип сауны возрождается, и на него есть спрос от традиционного исполнения — торфяная землянка с травой на крыше, до модерного — на большую компанию, собрание или корпоративную вечеринку.

### Лесная сауна
Предназначалась для охоты и рыбалки, строилась в том числе для временного проживания и ночлега. Каменку использовали также для приготовления пищи. Под этой же крышей находилась открытая терраса — лава, где можно было находиться, когда сауна топилась.
Из такой сауны развились другие специализированные сауны, например, для выжигания дёгтя, угля, сауна на мельнице.

### Сауна в овине
Благодаря постоянному поселению и земледелию появляется рихисауна. Конструкция более требовательная и сложная: сруб высотой до четырёх метров, в котором жили, мылись и сушили урожай, например лён и коноплю на пеньку. Могло быть отдельное помещение для производства солода и сушки и терраса снаружи под крышей.
Из этого типа сауны развилась современная конструкция: отдельно для мытья строят специально для него предназначенное помещение.

## Сауны современного типа

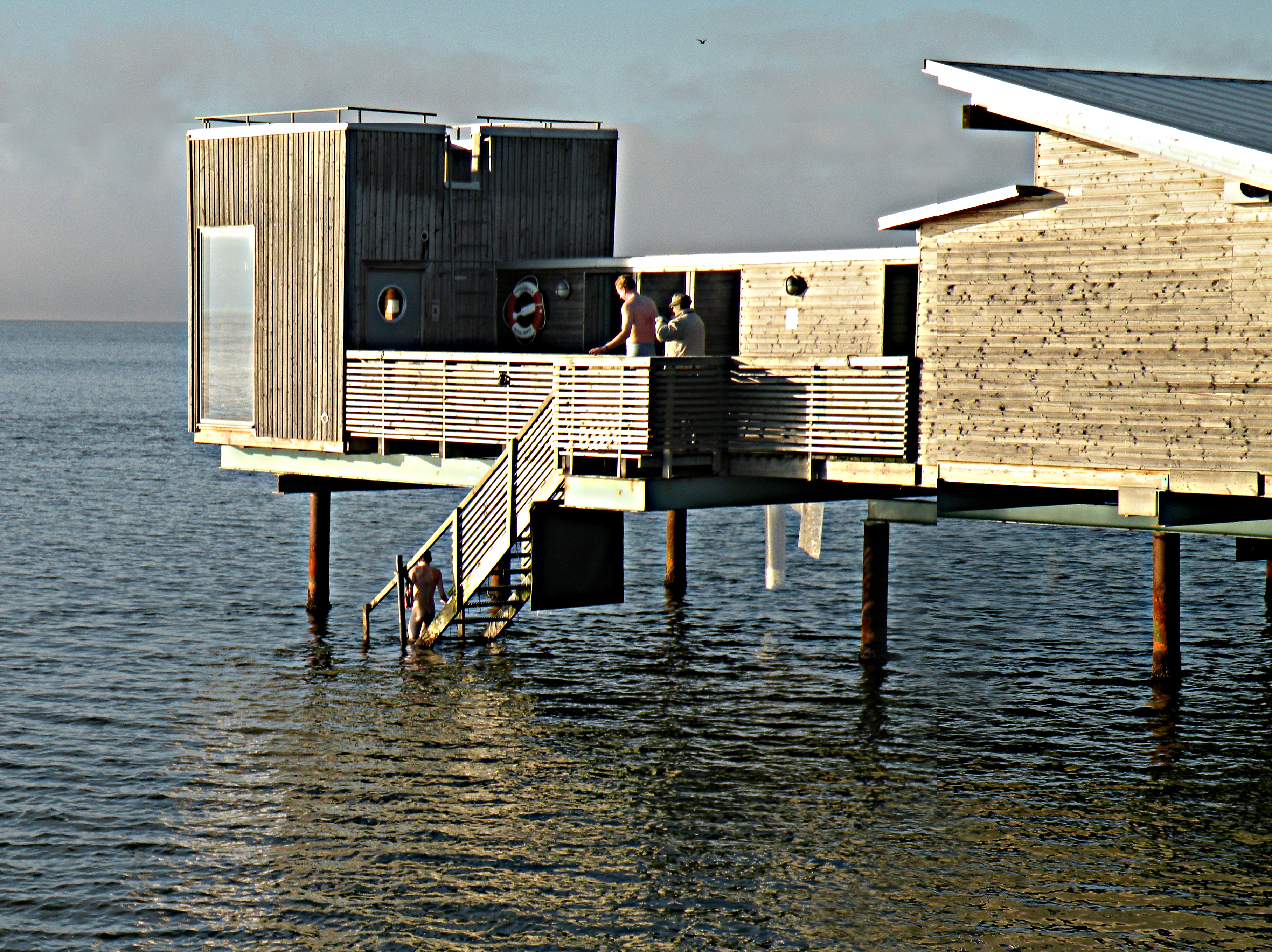
Сауна на берегу пролива Эресунн

Традиционно на селе, на дачах, в частных домах сауны это отдельные строения во дворе, и если есть возможность, у воды.

## Сауна в доме
Во многих многоэтажных домах, особенно построенных в 1960—1970 годах, у жильцов общая сауна, работающая в пятницу и субботу. К сауне подходит ключ от квартиры любого жильца дома. Часто нескольких ближайших домов используют одну сауну. Очередь в сауну надо заказывать или записаться постоянно на определённое время. Можно заказать час, а можно больше, если большая семья. Отдельно может быть ещё очерёдность для мужчин и женщин, когда сауна через неделю то «женская», то «мужская». Также не редкость ленкки-сауна (фин. lenkkisauna) посреди будней, — для любителей пробежаться трусцой. Отдельно для мужчин и женщин.

## Сауна в квартире
В последние десятилетия стали обычными при строительстве, квартирные сауны, особенно в многоэтажных домах и в ривитало (или таунхаусах), состоящих из трёх и более домов, построенных в ряд. В такой сауне обычно маленькая парная и отдельная моечная, часто являющаяся также душевой и туалетом. Каменка большей частью электрическая, реже встречается дровяная с отдельной вытяжкой. В старые дома, где квартирной сауны нет, их можно встроить в ванную комнату. Идея примерно такая же как установка душевой кабины и не требует переделок помещения. Наиболее популярная и традиционная конструкция — деревянная обшивка, но на рынке имеются и продукты из стекловолокна.

## Общественные сауны

Сауна-бочка

С концентрацией населения в городах, начиная с конца 1800-х, появляется потребность в общественных саунах, поскольку на территории городов сауны обычно не строили, в том числе из-за опасности пожаров. В городах было много платных саун, но их количество резко падает начиная с 1950-х. Их заменяют сауны в домах, а с конца 1960-х — в квартирах.

## Другие типы саун

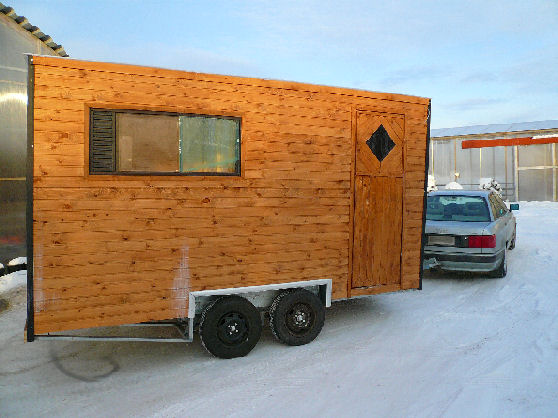
Передвижная сауна

В современных финских отелях сауна — непременный атрибут. Во многих общественных местах сауны построены для уюта, и неудивительно, что они всегда есть в бассейнах и других спортивных сооружениях.
У фирмы может быть представительская сауна, как отдельно — на природе, так и прямо рядом с офисом. В саунах, находящихся на берегу, обычно кроме парилки есть моечная и раздевалка. Раздевалка может быть просторной комнатой с камином, с кухней и даже с кроватью.

### Сауна-палатка
Сауна-палатка разогревается так: камни нагреваются снаружи, например в большом костре, переносятся щипцами или ведром в центр палатки, где сделана специальная ямка.

### Сауна-бочка
Сауна-бочка — это, скорее, японская сауна, поскольку это большая деревянная бочка, к дну которой прикреплена герметичная печка, греющая воду. Такие сауны можно взять летом или зимой напрокат вместе с прицепом. На прицепе может быть и традиционная сауна. Например, такая используется для различных собраний на природе в Теува, в Южной Похьянмаа.

### Ледяная сауна
Наиболее экзотическая сауна — ледяная сауна (jääsauna). Для большей экзотики можно объединить такую сауну с купанием в проруби. Строится в сильный мороз из стокилограммовых глыб льда толщиной от 25 до 50 см, полки — деревянные, потолок из листа пенополиуретана или другого теплоизолятора (или холодоизолятора). Крыша может быть покрыта еловым лапником. В более тёплом климате, на юге Финляндии, каменка нагревается вне сауны и вносится внутрь в последний момент. Это продлевает жизнь стен, они тают с каждым броском пара на каменку. Сауна выдерживает до 50 раз, в зависимости от толщины стен, но в сильные морозы стены можно нарастить снаружи. Внешне парение в такой сауне напоминает турецкую баню, — поддача пару порождает чрезвычайно густой туман, но ощущения, по мнению побывавших, совершенно другие. Пар в ледяной сауне очень «мягкий», температура 60-70 градусов.

## Сауна как произведение искусства

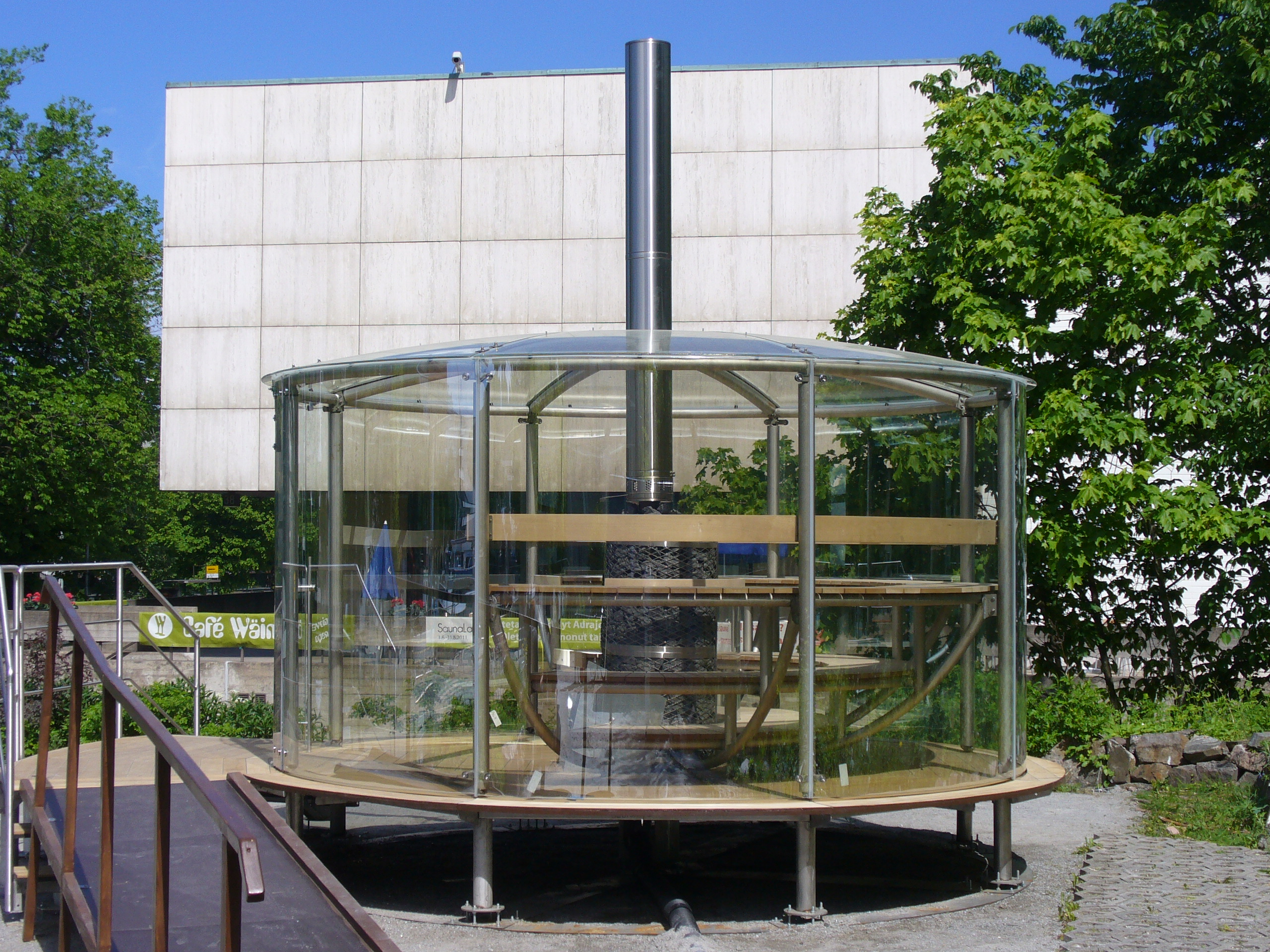
Сауна Солярис

Благодаря фантазии конструкторов появляются совершенно необычные сауны. Летом 2011 несколько таких саун можно увидеть и испытать на себе в Турку.
Скульптор Ганс-Христиан Берг и промышленный дизайнер Мика Иханус изготовили Солярис Сауну. В ней абсолютно прозрачные стены и можно париться, любуясь пейзажем вокруг. Пребывание в такой сауне наедине с природой, с её переменным освещением, дождём и пронизывающим ветром весьма необычно.
Художник Хейди Лунабба построила плавающую сауну которая представляет собой камеру-обскуру. Летний вид архипеллага проецируются через встроенные в стены объективы на внутренние стены сауны и кожу парильщиков. Очертания тел и внутренних предметов контрастируют на фоне перевёрнутого окружающего пейзажа — моря и островов. Это позволяет совсем иначе взглянуть на окружающий мир. При этом снаружи сооружение ничем не примечательно и люди в нём не видны. Чтобы попасть в сауну нужна лодка.
Художник Жан Эрик Андерсон спроектировал сауну Звучащий купол (англ. The Sounding Dome Sauna). У сауны сказочный корпус в виде луковицы и звуки внутри зависят от температуры и влажности. Так например, бросок воды на каменку полностью меняет звуковую картину. Это заслуга американского звукового дизайнера Шоу Деккерина. Звук выходит наружу через раструбы вверху «луковицы».

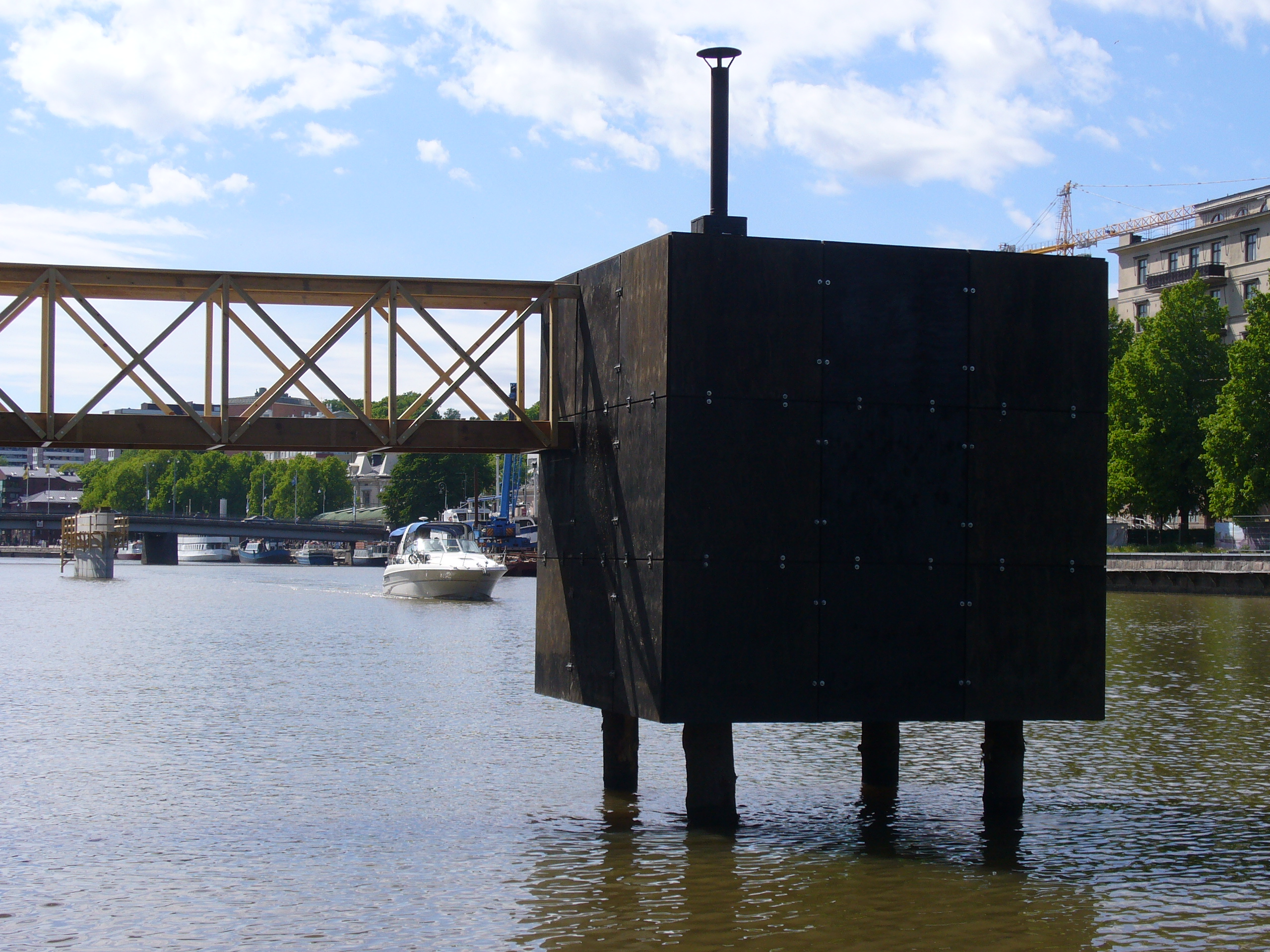
Сауна Hot Cube

Скульптор Гарри Марккула построил сауну Горячий Куб (англ. Hot Cube) в стиле Минимал арт. К ней ведёт мостик (в городе сауна была установлена на сваях), сама сауна в первоначальной задумке — плавающий куб без единого окна, обработанный снаружи сосновым дёгтем. Пол сауны — деревянная решетка, через которую внутрь проходит свет и можно наблюдать подводную жизнь. Решётку можно открыть и освежиться в холодной воде. Живой огонь, вода, запах дерева и дёгтя усиливают впечатления от самой конструкции. Пар в сауне с водяным полом очень мягкий.

## Каменка

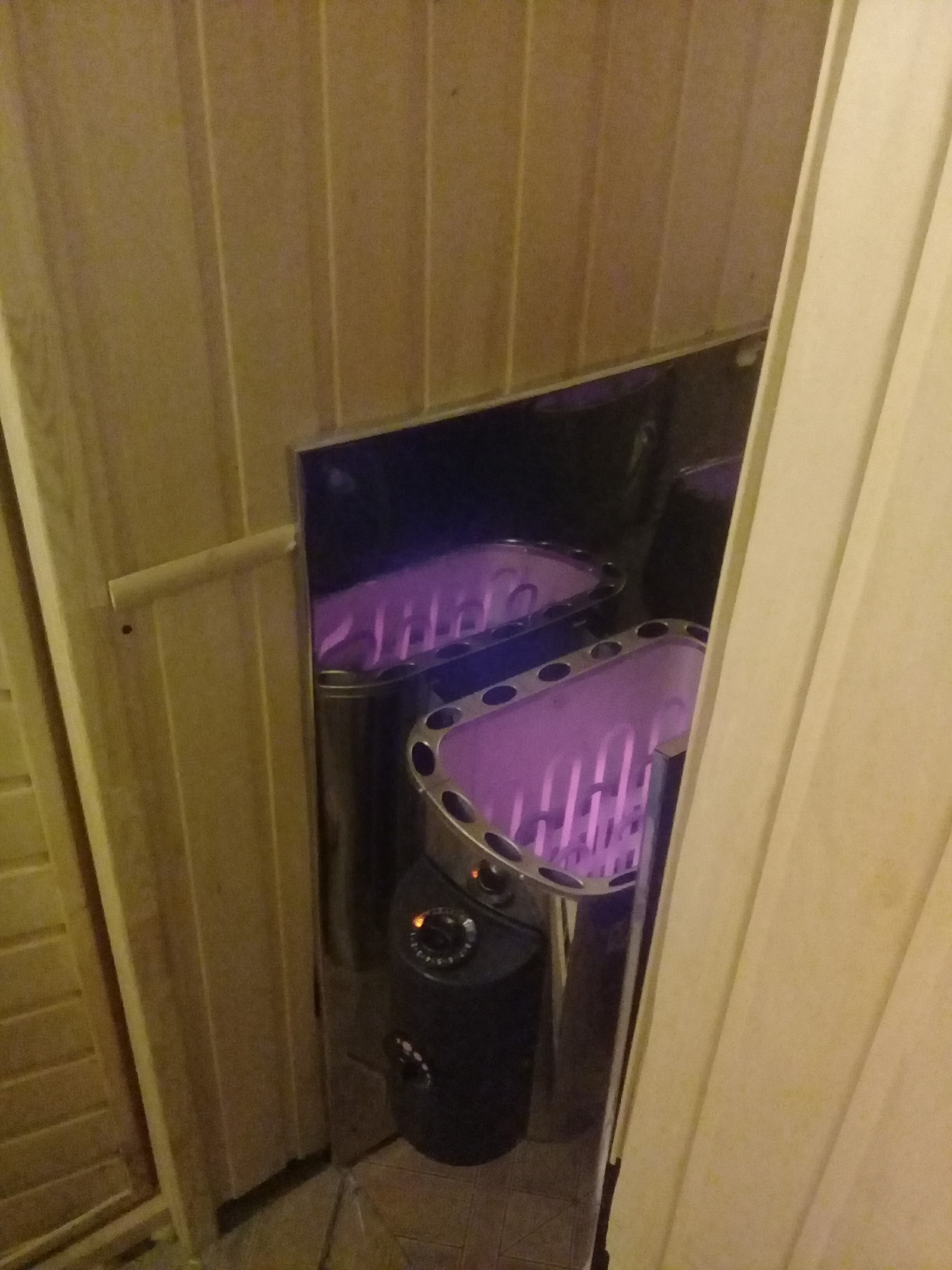
Электрокаменка в доме

В настоящее время каменка в Финляндии является, прежде всего, источником тепла. Камни нагреваются дровами, электричеством, газом, жидким топливом. Последние варианты обычны для крупных общественных саун. Автоматика следит только за температурой. О влажности заботятся сами моющиеся. В парилке отсутствуют какие-либо баки с водой. Это позволяет долее сохранить деревянные конструкции в целости и влажность легко снижается за счёт вентиляции. Горячую воду для поддавания надо набирать в ведро вне парилки из крана. Это единственное отличие от многих самодельных русских бань, в которых каменка одновременно греет бак с водой, находящийся в том же помещении. Это весьма практичное решение при отсутствии горячего водопровода создаёт постоянную неконтролируемую сырость, особенно при закипании воды. Единственным способом уменьшить влажность остаётся проветривание помещения.

## Условия в бане
У человека нет отдельных рецепторов, воспринимающих только температуру вне тела или влажность. Человеческая кожа, в зависимости от количества тепла, принятого в единицу времени, воспринимает условия холодными или горячими. Сухой воздух плохо проводит тепло, и тело нагревается медленно. Водяной пар увеличивает теплопроводность, и уже при более низкой температуре возникает ощущение жара.
Очень существенным механизмом переноса тепла становится конденсация воды на самом холодном объекте парной — теле человека, так как его кожа имеет температуру ниже точки росы. Часть пота, выступившего на теле, после поддачи пара — это вода, вернувшаяся из каменки.
Содержание водяного пара в бане измеряют в граммах на килограмм (или на кубометр) сухого воздуха, то есть измеряют абсолютную влажность. Более знакомая из сводок погоды относительная влажность в данном случае неприменима, а при температурах выше 100 °C просто теряет смысл. При температурах выше 100 °C количество водяного пара уже не ограничено конденсацией и водяной пар может даже полностью вытеснить воздух из помещения.
Рекомендуемая влажность воздуха в бане 40—60 граммов воды на килограмм сухого воздуха. Содержание воды ниже 40 или выше 70 граммов может повлечь неприятные ощущения. Только заядлые любители крепкого пара доводят содержание воды до 70 граммов. Для упомянутого диапазона влажности подходит температура 70-100°С на уровне головы парильщика. Температура около 70-80 °C подходит для расслабления, 80—90 °C нормальное тепло, 90—100 °C уже горячо. Кроме того, в целях обеспечения пожарной безопасности не рекомендуется поднимать температуру выше 100—105 градусов. Тепловая нагрузка на человека становится большой уже за счёт подъёма влажности за верхнюю границу (70 граммов воды на килограмм воздуха). С другой стороны, если градус остаётся ниже 70 °C, влажность воздуха легко поднимается выше рекомендуемой величины, вода поглощается материалами и конструкцией, что приводит к досрочному ремонту. Воздухообмен должен быть не менее 6 литров в секунду на каждый квадратный метр парной.
В современных, высотой 2—2,5 м парных полки располагаются на высоте 1—1,5 м, так что расстояние до потолка оптимально — около метра. В более просторных, специально спроектированных саунах, полки могут быть более низко и в них можно пользоваться различными лавками. В этих случаях каменка размещена в углублении пола. В любом случае, уровень камней должен быть на уровне ступней сидящего на полоке человека.
Интересен вопрос о том, какую воду бросать на каменку, холодную или горячую. На вскипание литра воды тратится 2260 кДж, перед этим воду надо нагреть до 100 °C. Это ещё 4,2 кДж на каждый градус. То есть холодная вода с температурой 20 °C потребует 336 кДж, горячая с температурой 60 °C, 168 кДж. По сравнением с затратами на парообразование это соответственно 15 % и 7,5 %, что вряд ли имеет решающее значение при правильном размере каменки.

## Обычаи

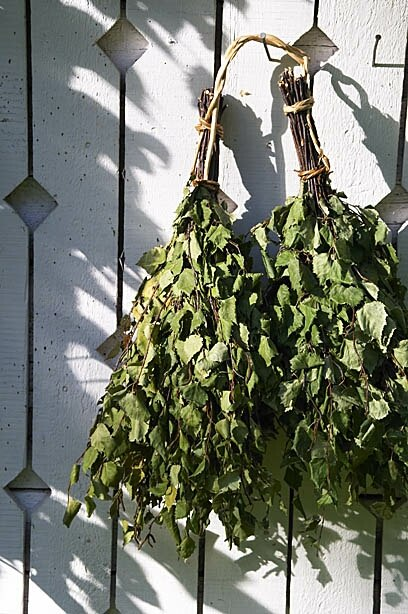
Веники

Обычно в финских банях вначале разогреваются, чтобы спокойно вспотеть. После этого поддают пару и часто похлопывают себя берёзовым веником. Как рекомендует общество Саунасеура, для этих целей лучше всего подходит именно берёза повислая. Воздействие веника это прежде всего массаж и очистка кожи. В восточной Финляндии веник называют васта, в западной — вихта. В западной Финляндии по правилам сделанный веник связывается ветками той же берёзы, в восточной Финляндии его принято связывать верёвкой. Если есть желание использовать только свежие веники, их можно самому заморозить в пластиковом пакете или купить такой в магазине. Более традиционно сушить веники. Лучшее время для заготовки — начиная с конца июня, когда листья окончательно огрубеют, но большее значение имеет место произрастания берёзы, освещенность, погода в данный год и т. п. В венике не должно быть неодеревеневших молодых побегов данного года с несозревшими листьями и серёжек. Подходящие ветки чаще встречаются с затенённой стороны дерева. Молодая поросль на местах вырубок не подходит — как правило такие деревца представляют собой длинные молодые прутья с зелёной макушкой всё время вегетации. Правильно сделанный веник хранится сухим всё зиму в прохладном сухом месте, что может быть проблемой для городской квартиры. Для более полного сохранения запаха берёзы сухие веники «засаливают» — высушенные, как минимум две недели, веники плотно укладывают в пластиковый пакет и пересыпают слои грубой морской солью. Соль выполняет больше роль влагопоглотителя, чем консерванта, когда веники герметично закрыты в пакет. Это предотвращает образование плесени, и вид веников практически не меняется. Сушёный веник нужно пред использованием замочить вначале в холодной и затем в горячей воде до полного размягчения листьев. С хорошего веника опадает 1 — 2 листа и он выдерживает два похода в баню.
После парной обычно ходят освежиться, по возможности в озере или море, зимой в проруби или сугробе. Конечно, никаких строгих канонов не существует, банные обычаи — дело сугубо личное и зависят от привычки, здоровья и возраста.
Банный майор — игривое выражение финского языка, обозначающее в шутку начальника бани. В его обязанности входит разогрев бани, следить за наличием дров и воды.

## Оздоровление и ритуальное омовение
Баня была и остаётся оздоровительным средством и помогает лечить различные болезни. Благодаря жару (а зимой ещё и морозу) баня очень гигиеничное место. Согласно старинной поговорке, если ни сауна, ни дёготь, ни водка не помогают — болезнь смертельна. В бане проводили следующие процедуры: ставили банки, пускали кровь, делали массаж, вправляли суставы. Сауну используют и сейчас для предупреждения простуды и при её возникновении.
В сельских местах Финляндии сауна — это место, где рождались и умирали. В бане принимали роды и первый раз мыли новорожденного. Сюда же относили тела умерших для омовения.

## Сауна в мире
Сауны получили широкое распространение как место отдыха как в Европе, так и — в последнее время — в России. В российских домах отдыха и пансионатах советской поры можно посетить «финскую сауну» — очень жаркое и сухое помещение, которое ничего общего не имеет с финской культурой и больше нигде не встречаются. Правильнее было бы назвать это — «русская сауна». В комплексе с тренажерными залами сауна в Европе часто тоже суховоздушная, это позволяет эффективнее сбрасывать вес, не перегреваясь, так как температура достаточно комфортная. Сауна при бассейне и аквапарке — средство просто согреться. Сауна/баня как самостоятельные предприятие с отдельной оплатой — больше российская традиция. В такую баню обычно входят суховоздушная сауна и парная (иногда несколько с разными условиями), джакузи, холодная ванна, нередко также солярий и пр.